# Armissan
Armissan ist eine französische Gemeinde mit 1474 Einwohnern (1. Januar 2022) im Département Aude in der Region Okzitanien (bis 2015 Languedoc-Roussillon). Sie gehört zum Arrondissement Narbonne und zum 2002 gegründeten Gemeindeverband Le Grand Narbonne.

## Geografie
Die Gemeinde Armissan liegt sechs Kilometer östlich von Narbonne und acht Kilometer von der Mittelmeerküste entfernt. Der östlich der Autoroute A9 gelegene Teil des Gemeindegebietes von Armissan ist Bestandteil des Regionalen Naturparks Narbonnaise en Méditerranée. Zu Armissan gehört der Weiler Cazeneuve.
Das Gemeindegebiet erstreckt sich von der zwischen Aude und den großen Lagunen Étang de Bages-Sigean und Étang de l’Ayrolle liegenden Ebene im Westen bis auf die Höhen des Massif de la Clape (auch Montagne de la Clape genannt) im Osten. Das isoliert liegende, maximal 214 Meter Höhe erreichende Bergmassiv ist nur etwa 150 km² groß und bildet den nordöstlichsten Ausläufer der Pyrenäen.
Das Siedlungsgebiet der Gemeinde zieht sich entlang des Mayral-Tales, eingerahmt von Weinkulturen an den Hängen und bis zu 100 Meter hohen, locker bewaldeten Felsen. Der ebene Westen des Gemeindeareals wird fast ausschließlich durch den Weinbau geprägt, dessen Lagen zum kleinen Weinbaugebiet La Clape gehören, unmittelbar nordöstlich des Weinbaugebietes Corbières.
Die Gemeinde Armissan grenzt im Norden an Vinassan, im Osten, Süden und Westen wird die Gemeinde vom Gebiet der Stadt Narbonne umschlossen.

## Geschichte
Im Jahr 966 erschien der Ort erstmals als „Arsimicianum“. Die Ortsgründung erfolgte vermutlich in römischer Zeit. Jedenfalls lassen sich Spuren einer römischen Villa nahe einer Quelle nachweisen. Es wurde die Vermutung aufgestellt, dass der Name sich an die Göttin Artemis anlehnt, ein Beweis fehlt jedoch. Über die Jahrhunderte lassen sich verschiedene Abwandlungen des Namens nachweisen (Armisanum (1235); Armyssa (1537); Armisan (1595)) bis 1781 das heutige Armissan zu finden ist.

### Bevölkerungsentwicklung
In den 1970er und 1980er Jahren entstand westlich des alten Dorfkerns eine Eigenheimsiedlung.
| Jahr      | 1962 | 1968 | 1975 | 1982 | 1990 | 1999 | 2007 | 2020 |
| Einwohner | 594  | 667  | 687  | 935  | 1252 | 1211 | 1506 | 1495 |

Im Jahr 2010 wurde mit 1554 Bewohnern die bisher höchste Einwohnerzahl ermittelt. Die Zahlen basieren auf den Daten von annuaire-mairie und INSEE.

## Sehenswürdigkeiten
- Reste der Kirche Saint-Pierre-del-Lec außerhalb des Dorfes an der Straße nach Vinassan, „La muraillasse“. „del Lec“ bezieht sich auf einen alten Namen des Massif de la Clape, „insula leci“.[2] Als historisches Denkmal (Monument historique) klassifiziert[5]

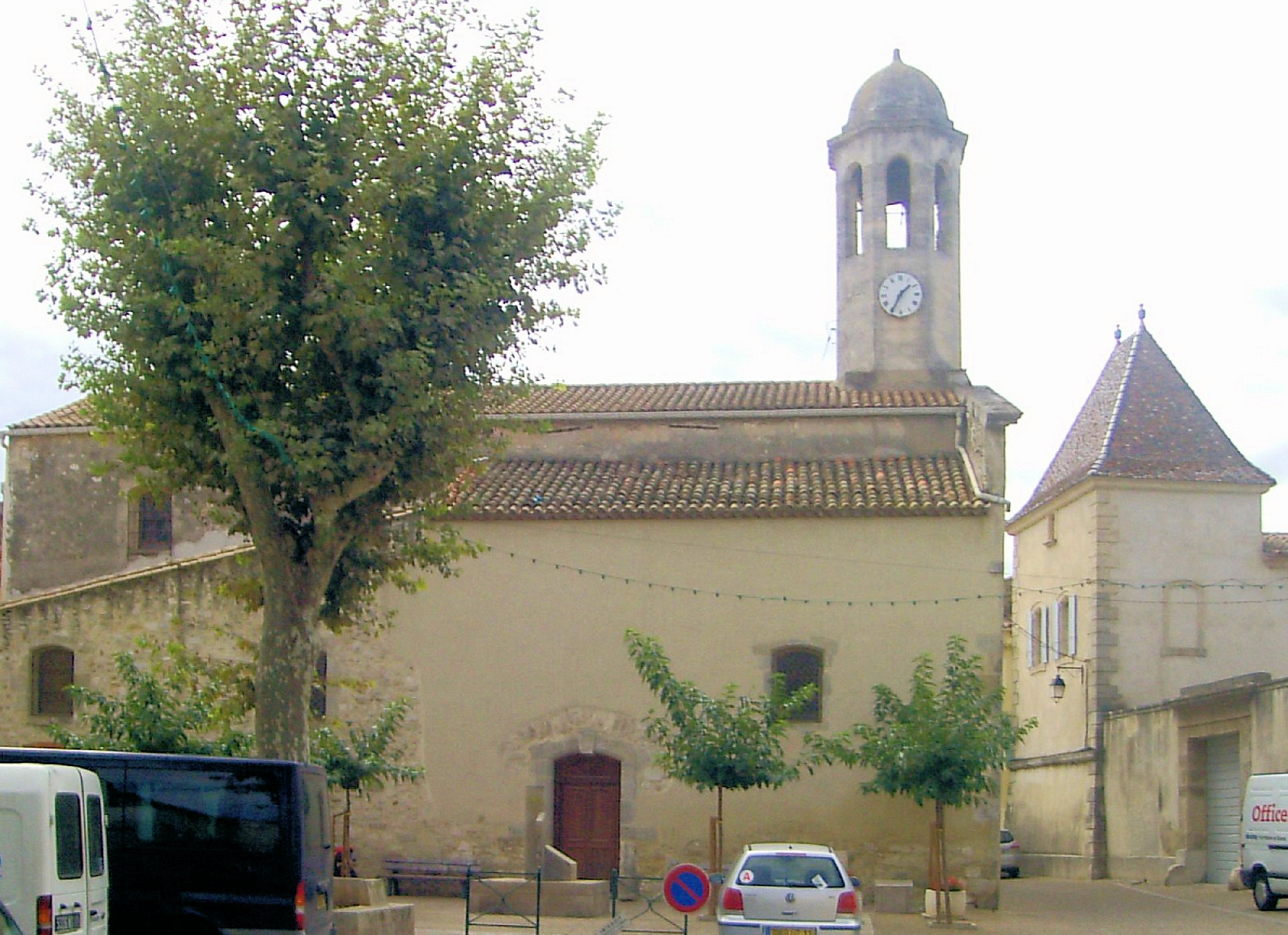
Kirche Saint-Etienne
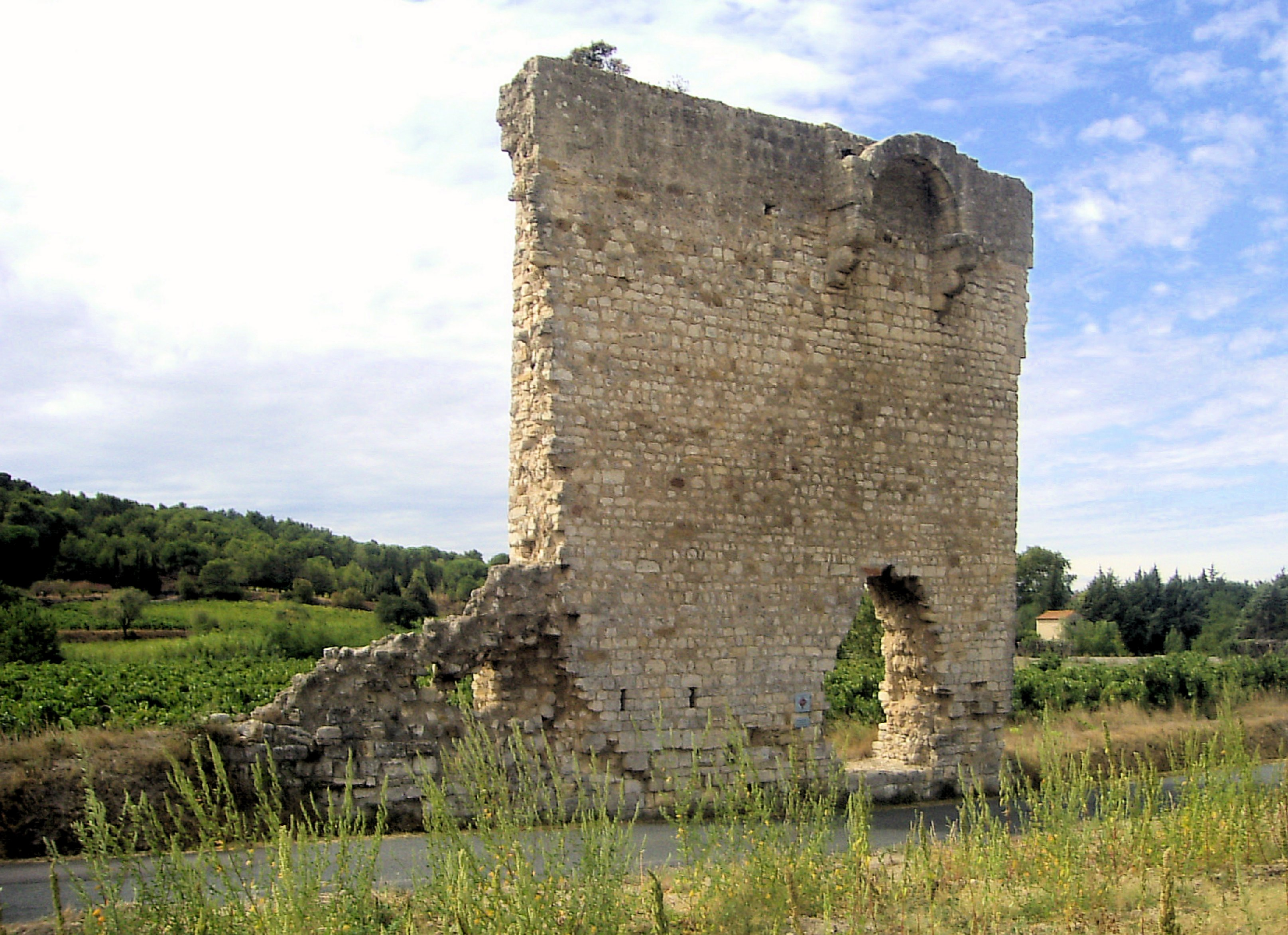
Mauerrest der ehemaligen Kirche Saint-Pierre-del-Lec

## Wirtschaft und Infrastruktur
In der Gemeinde sind 95 Landwirtschaftsbetriebe ansässig (davon 89 Winzer sowie Getreideanbaubetriebe).
Armissan ist durch Nebenstraßen mit der nahen Stadt Narbonne verbunden. In Narbonne zweigt die Autoroute A 61 nach Toulouse von der Autoroute A 9 (Rhônetal–Spanien) ab. Der sechs  Kilometer von Armissan entfernte Bahnhof Narbonne liegt an der Bahnstrecke Bordeaux–Sète und ist Ausgangspunkt der Bahnstreck ins spanische Portbou und der Bahnstrecke Narbonne–Bize.